# Trujillo Alto
Trujillo Alto (AFI: /tɾuˈxiʝo ˈalto/) è una città di Porto Rico situata nell'entroterra nord-orientale dell'isola. L'area comunale confina a est con Carolina, a sud con Caguas e Gurabo e a nord-ovest con San Juan. Il comune, che fu fondato nel 1801, conta una popolazione di quasi 77 000 abitanti ed è suddiviso in 7 circoscrizioni (barrios). Assieme ai comuni di Bayamón, Caguas, Canóvanas, Carolina, Cataño, Guaynabo, San Juan, Toa Alta e Toa Baja, forma la grande area metropolitana di Porto Rico che raggiunge i 2 milioni di persone, circa la metà dell'intera popolazione dell'isola.